# مصطفی عدنان
مصطفی عدنان (انگلیسی: Mustapha Adnane؛ ۱۹۳۱ – ۲۸ آوریل ۲۰۰۶) وزنه‌بردار اهل مراکش بود. وی در بازی‌های المپیک تابستانی ۱۹۶۰ و ۱۹۶۴ شرکت کرده‌است.